# Zubni implantat
Zubni implantat je kirurška komponenta koja se pričvršćuje za kost čeljusti i podržava zubne nadomjestke poput krunica, mostova, proteza te ima ulogu ortodontskog sidra. Temelj suvremenih dentalnih implantata je biološki proces koji se naziva oseointegracija gdje se materijali, kao što je titan, čvrsto priljubljuju uz kost. Implantant se prvi pričvršćuje, te se nakon njega stavljaju ostali zubni nadomjestci. Za implantant se pričvršćuje most, krunica ili proteza.
Uspjeh ili neuspjeh implantata ovisi o općem stanju organizma, lijekovima koji utječu na šanse oseointegracije i zdravlju tkiva u ustima osobe kojoj se ugrađuju. Količina stresa koja će biti primijenjena na implantant prilikom normalne funkcije žvakanja, također igra važnu ulogu. Planiranje položaja i broja zubnih implantata je ključ za dugoročno zdravlje zubi, jer biomehaničke sile nastale tijekom žvakanja predstavljaju veoma važan faktor. Položaj implantanta određuje se položajem i kutom susjednih zubi, laboratorijski ili pomoću simulacije kompjutorizirane tomografije s CAD / CAM simulacijom i vodičima za kirurgiju koji se nazivaju stentovi. Preduvjeti za dugoročni uspjeh oseointegracije dentalnih implantata su zdrava kost i gingiva. Budući da oba mogu atrofirati nakon vađenja zuba u pre-protetskim postupcima, ponekad je potrebno stvoriti idealnu kost i zubno meso (gingivu).
Konačni protetski rad može biti fiksni, (kada osoba ne može ukloniti protezu ili zube iz usta), ili mobilni (kod kojega se mogu ukloniti proteze). Za implatant se učvršćuje fiksna krunica, most ili proteza, koja je fiksirana za sidro vijkom ili stomatološkim cementom. Mobilne proteze imaju odgovarajući adapter sa svake strane, kako bi na taj način bile pričvršćene. 
Rizici i komplikacije vezane uz implantatnu terapiju dijele na:
- one koje se javljaju tijekom operacije (poput pretjeranog krvarenja ili ozljede živca)
- one koje se javljaju u prvih šest mjeseci (kao što su infekcije i neuspjela oseointegracija)
- one koje se javljaju dugoročno (kao što su peri-implantitis i mehanički kvarovi)

Kod zdravih tkiva, dobro integrirani implantat s odgovarajućim biomehaničkim opterećenjem može imati dugoročan uspjeh i do 98 posto učvršćivanja i 10 do 15 godina životnog vijeka.[nedostaje izvor]

## Povijest
Jedan od najranijih primjera uspješnih implantanata je takozvani Greenfildov implantantski sustav, koji se pojavio 1913. godine. Gerenfild je proučavao zube dok je studirao. On je spoznao da kost može dobro prianjati uz titan što je dovelo do pojma oseointegracije i razvoja modernih dentalnih implatanata.
Postoje arheološki dokazi da su ljudi prije tisuću godina pokušali zamijeniti nedostatak zuba s korijenom koji je imao oblik implantanta. Pronađeni su i ostatci iz drevne Kine (koji datiraju prije 4000 godina) urezane kvačice od bambusa, koje su vodile u zub, te su na taj način zamjenjivale izgubljene zube. Postoje i 2000 godina stari ostatci iz drevnog Egipta, gdje su ljudi na sličan način oblikovali klinove koji su bili izrađeni od plemenitih metala. Neke egipatske mumije pronađene su s transplantiranim ljudskim zubima, a nađeni su i zubi napravljeni od bjelokosti. 
Wilson Popenoe i njegova supruga 1931. godine, na mjestu u Hondurasu pronašli su čeljust mlade Maya žene iz 600. godine, kojoj nedostaju tri sjekutića, koja su zamijenjena komadićima ljuske, oblikovanih da nalikuju zubima. Rast kostiju oko dva implantata i formiranje kamenca, ukazuje na to da su ti zubi bili funkcionalni, kao i estetski dobri.
U prvoj polovici 20. stoljeća došlo je do pojave implantanata izrađenih od različitih materijala. Jedan od prvih uspješnih implantata je greenfield implantatni sustav iz 1913. godine. Greenfield je implantat, koji je vezan za zlatnu krunicu, te je dao dobre rezultate oseointegracije i trajao nekoliko godina. 1940. godine Bothe, Beaton i Davenport su bili prvi koji su upotrijebili titan kao impmlantat te su izučavali kako na čeljusnu kost staviti vijke od titana. Poteškoće su se pojavljivale jedino kod vađenja. Bothe i suradnici su bili prvi znanstvenici koji su otkrili oseointegraciju. 1951. godine, Gottlieb Lcvcnthal ugrađuje titanske šipke kod kunića, a pozitivni rezultati su ga doveli do činjenice da je titan idealan materijal za operaciju. 
1950. godine na Sveučilištu Cambridge u Engleskoj, provedeno je istraživanje o protoku krvi u živim organizmima. Ovi istraživači osmislili su metodu konstrukcije titanske komore, koja je zatim ugrađena u meko tkivo ušiju kunića. Godine 1952. švedski ortopedski kirurg, Per-Ingvar Brånemark, bio je zainteresiran za proučavanje kostiju koje se regeneriraju. Nakon studija, on je pokušao upotrijebiti ove skupe komore na zečevima, međutim nije ih uspijevao ukloniti. Brånemark je uočio da su kosti narasle u tolikoj blizini titana da su učinkovito prianjale uz metal. On provodi daljnja istraživanja u ovom području, na životinjama i ljudima. Leonard Linkow je bio je jedan od prvih koji je umetnuo titan i druge metalne implantate u čeljust 1950. godine. 1965. godine Brånemark je upotrijebio prvi implantat od titana kod ljudi. Tada se pojavio naziv oseointegracija, što označava prianjanje kosti uz titan. 

## Uobičajene vrste implantata
Danas postoje tri osnovna tipa implantanata: 
- standardni 13 mm implantat korijenastog oblika s ugrađenom kvačicom za podešavanje veličine
- zigomatični implantat (duži je od standardnog implantata, te se koristi kod ljudi koji nemaju prilagođenu kost u čeljusti)
- implantant malog promjera (jednodijelni implantat bez sidra, za čiju ugradnju nije potrebno puno kosti)

Osim navedenih postoje još i:
- rebrasti zubni implantat (koristi se u situacijama koje bi inače zahtijevale rezanje kosti)
- ortodontski implantat (stavlja se pored zuba i djeluje kao sidro, odnosno točka do koje proteza može ići

## Implantati korjenastog oblika
Ovo je najčešći tip implantanta koji je indiciran za sve namjene. Postoji 18 varijanta ove vrste implantanta, koje su sve izrađene od titana, ali različitih oblika i tekstura. Postoje dokazi da su implantati s relativno glatkom površinom manje skloni oštećenjima od implantata s grubljim površinama. Ova posebna vrsta implantanta pokazala se veoma kvalitetnom.  

## Zigomatični implantat
Ovaj implantat je dug i može se pričvrstiti na kosti obraza, prolazi kroz maksilarni sinus, te na taj način odvaja kompletnu gornju protezu, od čeljusti. Zigomatičnog implantati nude novi pristup u slučajevima teškog gubitka kosti gornje čeljusti, međutim nije dokazano da je metoda ugrađivanja implantanta bolja od metode funkcionalnog presađivanja kosti. Opcija ugradnje implantanta ugodnija je za pacijenta, a odabir metode ovisi o oštećenju.

## Implantat malog promjera
Ovaj implantat je izrađen u jednom komadu (implantat i sidro) koji se ponekad koristi kao uporište za protezu. 
Tipičan implantat sastoji se od vijka (od titana koji nalikuje korijenu zuba) koji je hrapave ili glatke površine. Većina dentalnih implantanata koji se mogu naći na tržištu je izrađena od čistog titana, koji je dostupan u četiri oblika, ovisno o količini ugljika, dušika, kisika i željeza koje sadrži.  

## Medicinske koristi od implantata
U ustima s mnogo implantanata koji izgledaju kao prirodni zubi teško je razlučiti prave zube od umjetnih.
Implantanti se primarno upotrebljavaju kao podrška stomatološkoj protetici. Kod modernih zubnih implantanta postoji proces oseointegracije, što označava vezivanje kosti za materijale poput titana. Ugradnja implantanta u kost može pdnijeti velika opterećenja godinama. 
Kod pojedinačnih umjetnih zuba, implantat je za kost pričvršćen vijkom za podupiranje. Zubna proteza je zatim spojena na podupirač (sidro) dentalnim cementom, malim vijkom, ili je ugrađena s nosačem kao jedan komad za vrijeme obrade. Kao stomatološki implantati mogu se koristiti i zubi u obliku mosta ili mobilnih proteza. 
Implantant koji je izrađen kao most ili fiksna proteza, koju čini skupina zuba, pacijent ne može ukoloniti. Mostovi su obično povezani s više od jednog implantanta i mogu se spojiti na zubima kao sidro. Mostovi od implantanta imaju istu funkciju kao i implantanti izrađeni od samo jednog zuba. Fiksni most se također može izraditi i kao dva zuba, ili na način da zamijeni cijeli luk zuba (fiksna djelomična proteza). Kod oba slučaja za protezu se kaže da je fiksna jer je pacijent ne može samostalno izvaditi.
Mobilni implantat je vrsta zubnog nadomjestka koji nije fiksni, te se zubna proteza može izdvojiti od implantata pritriskom prsta. Facijalna protetika, koja se koristi za ispravljanje deformiteta lica (npr. kod liječenja raka ili ozljeda) bavi se spajanjem implantanata s kostima lica. Ovisno o situaciji, implantant koji zamjenjuje dio lica, može biti fiksni ili mobilni.  
U ortodonciji, stomatološki implantant malog promjera može pomoći prilikom kretnji zuba. Kako bi se zubi pomaknuli na njih mora djelovati određena sila u željenom smjeru kretanja. Sila stimulira stanice u parodontnom ligamentu izazvajući pri tome da se kost pomakne u smjeru pomicanja zuba, te se na taj način stvori dodatni prostor. Kako bi se generirala sila na zub, potrebno je sidro, odnosno točka (nešto što se neće pomaknuti). Implantanti su idealne sidrišne točke u ortodonciji. Obično su oni koji su dizajnirani za ortodontsku protetiku mali te u potpunosti ne prijuanjaju uz kost, čime se omogućuje njihovo lakše uklanjanje određenijm tretmanima. 
Ugradnja implantata se može podijeliti u 3 faze: 
1. kreiranje plana implantiranja, ugradnja implantata i postavljanje privremenog protetskog rješenja ili provizorija
2. faza srastanja postavljenih implantata ili oseointegracija
3. postavljanje trajnog protetskog rješenja